# Pedro Juan Comes
Pedro Juan Comes fue un religioso de España, natural de Barcelona, que floreció a principios del siglo XVIII.

## Biografía
Pedro Juan abrazó el estado eclesiástico, obteniendo un canonicato de la iglesia de Santa Ana, y hallándose de familiar Antonio Folch de Cardona, auditor de Rota en Roma, el obispo de Barcelona, Alfonso Coloma, le nombró vicario general y fue el primer canónico secular de dicha colegiata.

## Obra
Dejó una obra manuscrita: Institutiones seu lucernae.

## Valoración
- Laborioso
- Sumamente versado en el arte de la notaría y dejó sobre el particular varias notas
- Erudito y buen historiador, refiere la secularización de los regulares de San Agustín, según la bula del para Clemente VIII.